# 日達奇夫區

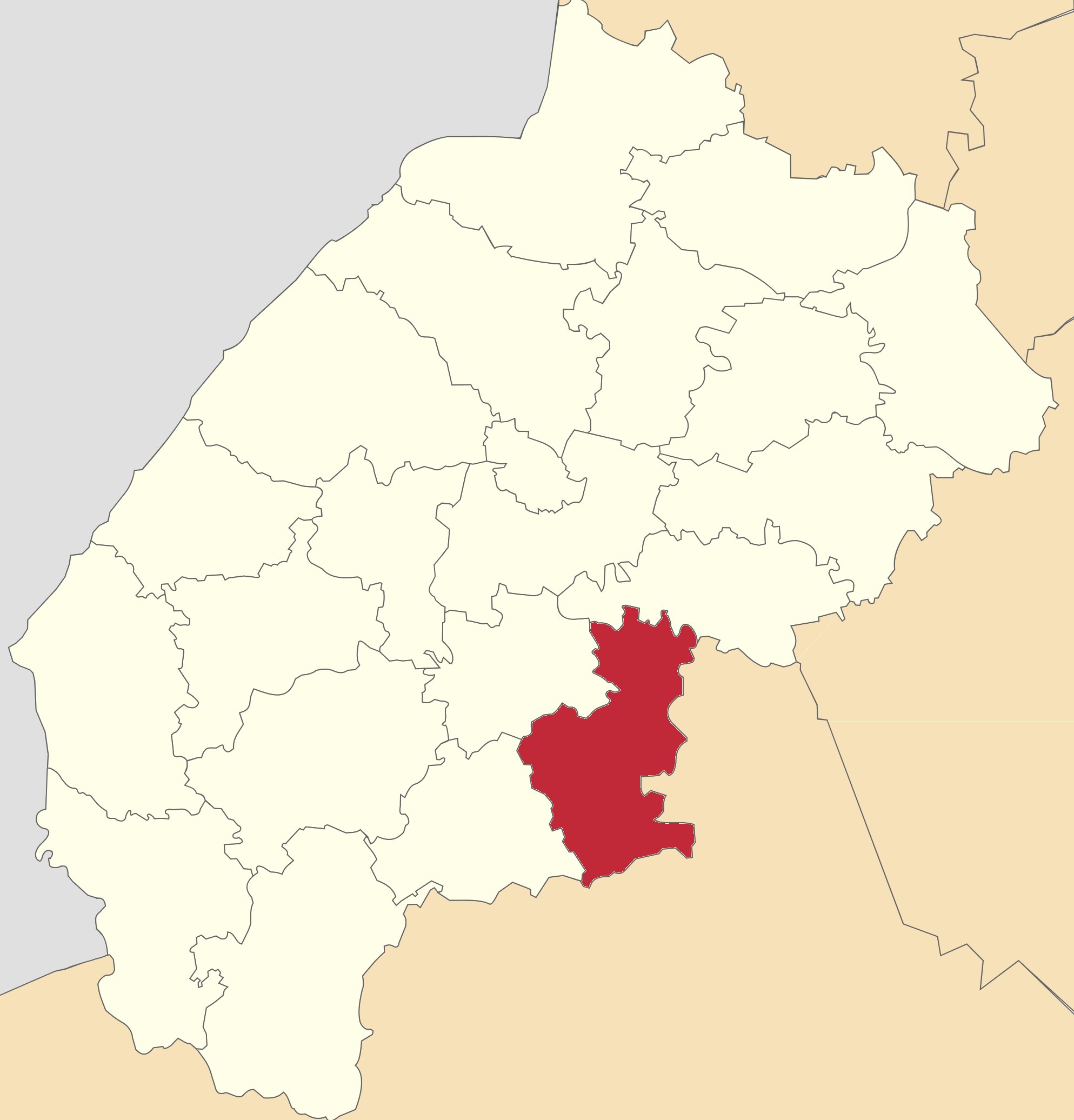
日達奇夫區在利维夫州的位置

日達奇夫區（烏克蘭語：Жидачівський район），又按俄语名译为日達喬夫區，曾是烏克蘭西部利维夫州的一個區，行政中設於日達奇夫，面積996平方公里，2015年人口69,423，人口密度每平方公里69.7人。
2020年7月18日乌克兰施行了行政区划改革，利维夫州的区份数量减至7个。日達奇夫區合并至斯特雷區。